# Jack (nome)
Jack  è un nome proprio di persona inglese maschile.

## Varianti
- Maschili: Jake[1]
  - Alterati: Jackie[3][5][7], Jacky[3][5]

### Varianti in altre lingue
- Scozzese: Jock[1], Seoc[1]
  - Alterati: Jockie[1], Jocky[1]

## Origine e diffusione
Si tratta di un nome originatosi in periodo medievale, derivato da John (Giovanni) tramite il diminutivo medio inglese Jackin o Jankin; in inglese, "Jack" viene a tutt'oggi considerato quasi esclusivamente una versione informale di John, ma non è infrequente l'associazione a Jacob e Jacques (le forme inglese e francese di Giacomo/Giacobbe); alcune fonti ipotizzano in effetti una derivazione originale da Jacques, che però è ritenuta meno probabile, pur essendo attestata almeno in alcuni casi (ad esempio quello dell'Union Jack, che deve il suo nome a re Giacomo, solito firmarsi Jacques). 
Reso celebre da diversi personaggi famosi (specialmente statunitensi), Jack viene utilizzato come soprannome anche in Italia, mentre tra gli anglofoni mantiene generalmente la derivazione da Giovanni (ma può anche risultare da un troncamento di Jackson); la situazione è mista anche per la variante Jake e per il femminile Jackie (correlato a Jacqueline); va peraltro notato che, spesso, Jack viene usato come nome indipendente, e non più come soprannome.
Nel Medioevo, il nome era così diffuso che jack, tramite un processo deonomastico, divenne un termine comune per indicare genericamente un "uomo" (specie gli appartenenti alle classi inferiori), similmente a quanto avvenuto con i nomi Jenny, Tizio e Godric. Da lì, esattamente come avvenne con jenny, l'uso si estese anche agli animali maschi e agli utensili meccanici (mano a mano che questi sostituivano i lavoratori umani). Il nome Jack è anche comunissimo nelle fiabe e nel folclore di origine medievale, con personaggi molto noti come Jack Sprat, Jack Frost, Jack-o'-lantern e numerosi altri.

## Onomastico
Non vi sono santi di nome Jack, che quindi è un nome adespota. L'onomastico si può quindi festeggiare sia il 1º novembre, festa di Ognissanti, sia lo stesso giorno del nome di cui, eventualmente, lo si consideri un derivato.

## Persone

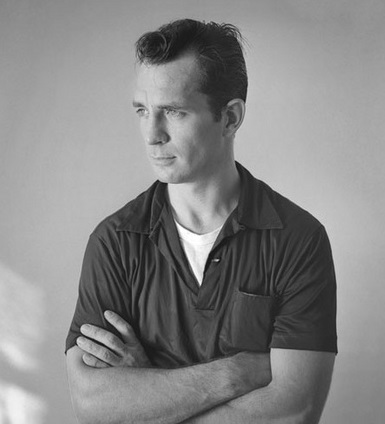
Jack Kerouac

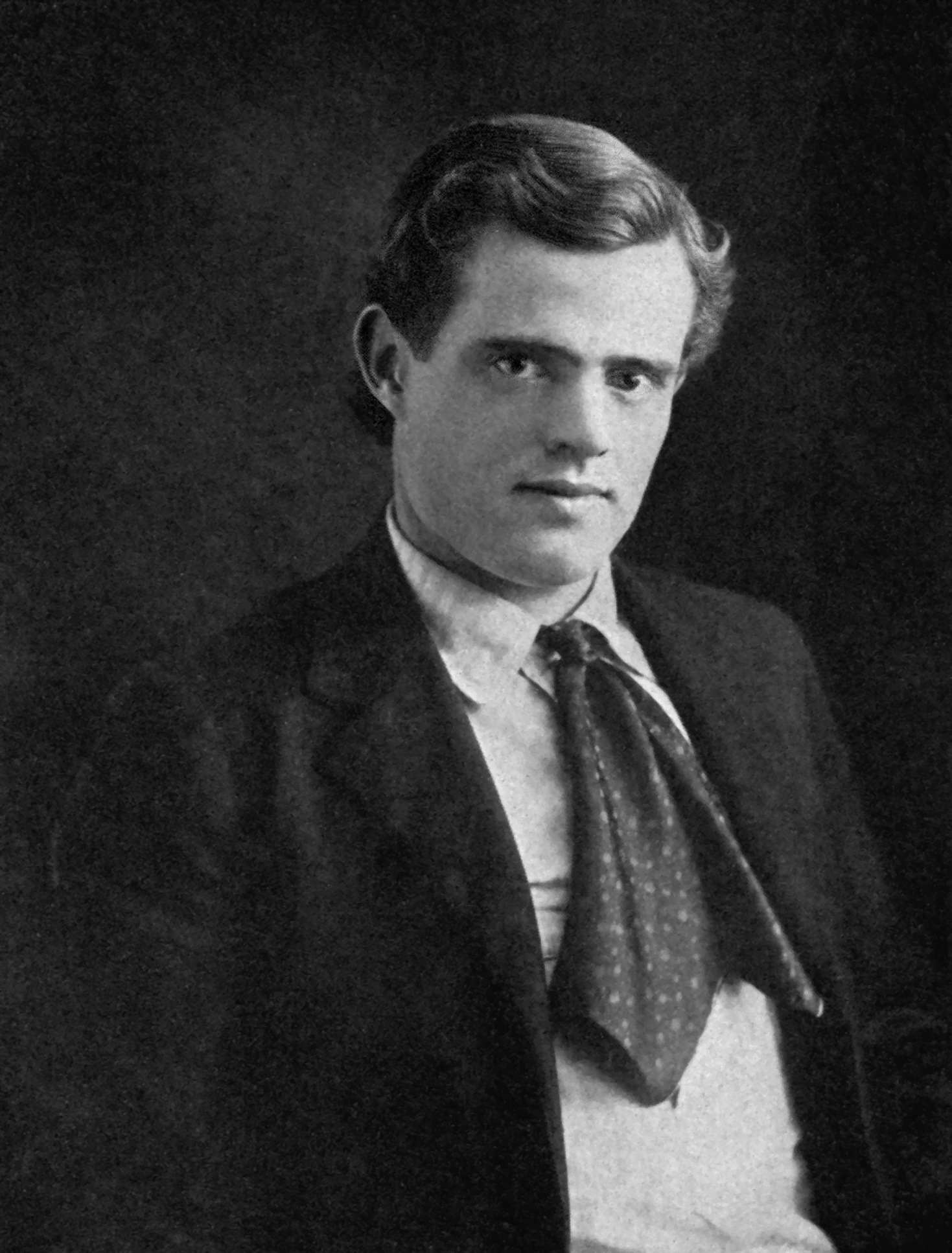
Jack London

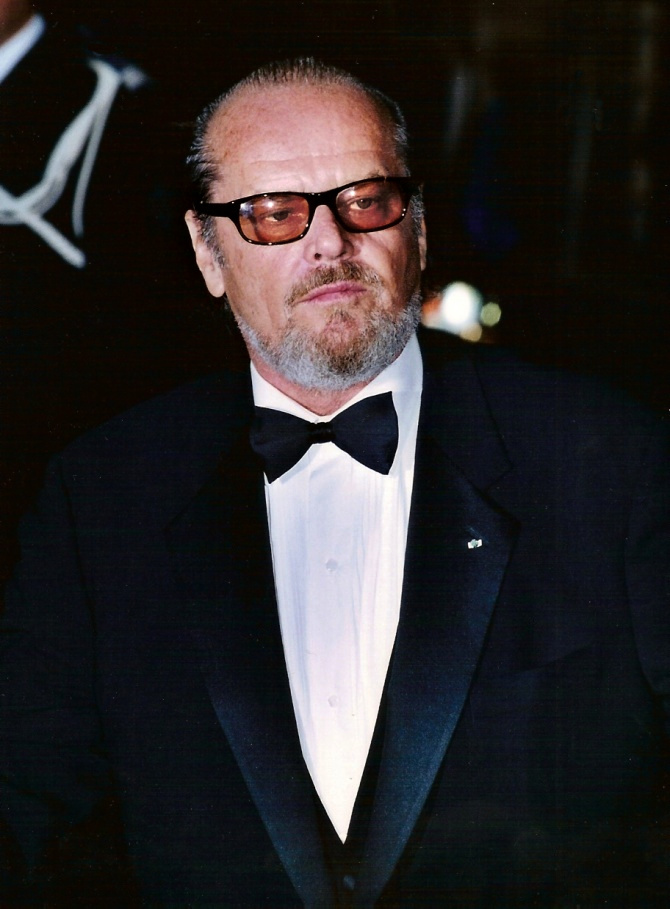
Jack Nicholson

- Jack lo squartatore, pseudonimo del serial killer inglese che agì a Londra nell'autunno del 1888
- Jack Black, comico, attore, musicista e doppiatore statunitense
- Jack Brabham, pilota automobilistico australiano
- Jack Churchill, militare britannico
- Jack Conway, regista, produttore cinematografico e attore statunitense
- Jack Kerouac, scrittore e poeta statunitense
- Jack Kevorkian, medico, pittore e compositore statunitense
- Jack Kirby, fumettista statunitense
- Jake LaMotta, detto "Il toro del Bronx" e "Il toro scatenato", pugile statunitense
- Jack Lemmon, attore statunitense
- Jack London, scrittore statunitense
- Jack Nicholson, attore, regista, sceneggiatore e produttore cinematografico statunitense
- Jack Parsons, scienziato statunitense
- Jack Scalia, attore statunitense
- Jack Ruby, criminale statunitense
- Jack White, cantante, polistrumentista, produttore discografico e attore statunitense
- Jack Harlow, rapper statunitense

### Variante Jackie
- Jackie Cooper, attore e regista statunitense
- Jackie Fields, pugile statunitense
- Jackie Jackson, cantante, musicista e ballerino statunitense
- Jackie Stewart, pilota di formula uno scozzese
- Jackie Wilson, cantante statunitense
- Jackie Wright, attore britannico

### Variante Jacky

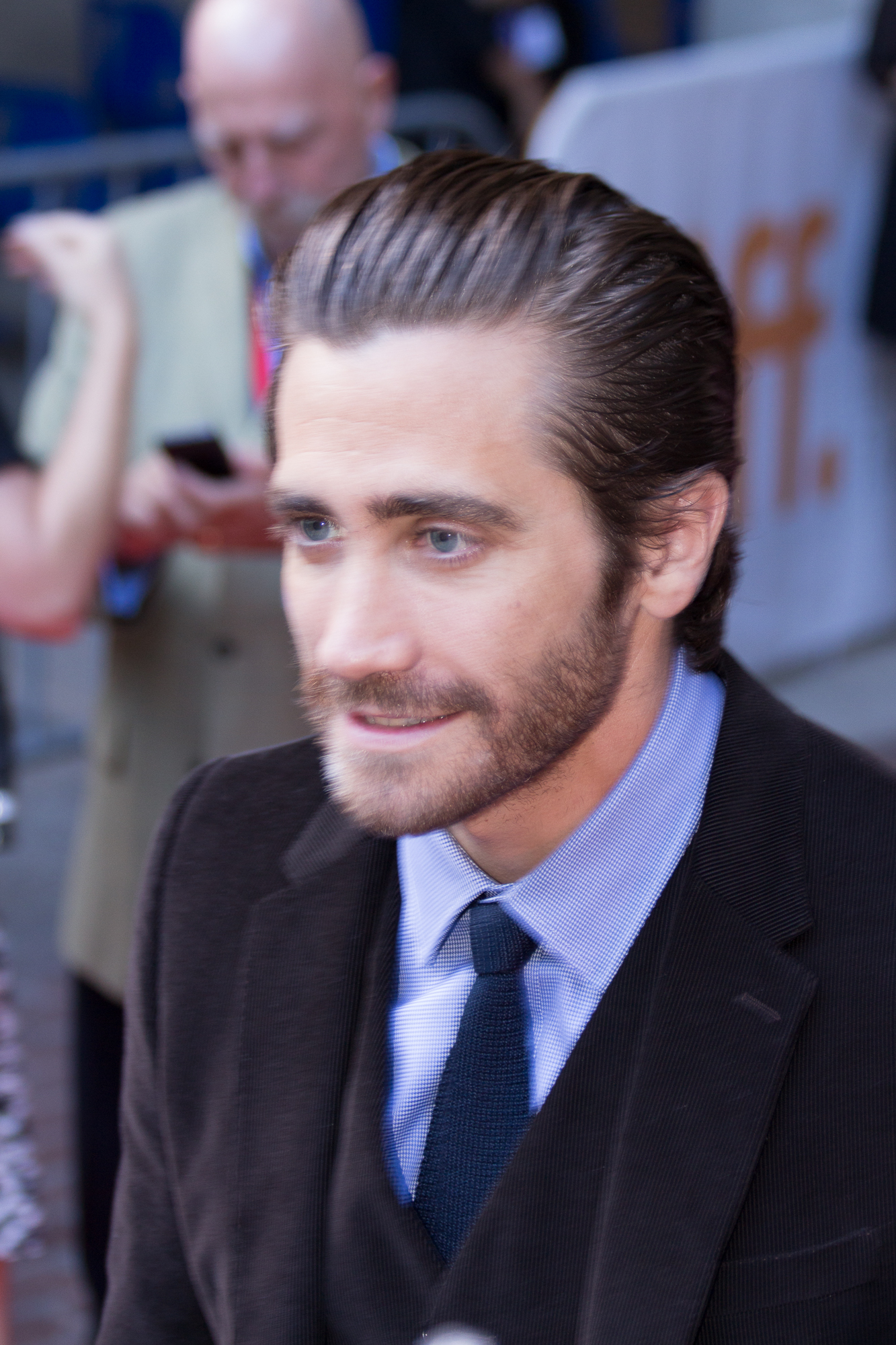
Jake Gyllenhaal

- Jacky Ickx, pilota di formula uno belga
- Jacky Terrasson, musicista tedesco

### Variante Jake
- Jake T. Austin, attore statunitense
- Jake Bugg, cantante e chitarrista britannico
- Jake Gyllenhaal, attore statunitense
- Jake Hager, wrestler statunitense
- Jake Johnson, attore statunitense
- Jake E. Lee, chitarrista statunitense
- Jake Long, giocatore di football americano statunitense
- Jake White, allenatore di rugby sudafricano

## Il nome nelle arti
- Jack è un personaggio della serie di videogiochi Tekken.
- Jack Aubrey è il protagonista di una serie di romanzi dello scrittore Patrick O'Brian.
- Jack Bristow è l'agente della CIA, protagonista della serie televisiva Alias.
- Jack Dawson è un personaggio del film del 1997 Titanic, diretto da James Cameron.
- Jack Hodgins è un personaggio della serie televisiva Bones.
- Jack O'Neill è il protagonista della serie televisiva di fantascienza Stargate SG-1.
- Jack Sparrow è il pirata protagonista della saga Pirati dei Caraibi.
- Jack Traven è un personaggio del film del 1994 Speed, interpretato da Keanu Reeves.
- Jack Torrance è il protagonista del romanzo di Stephen King Shining, e delle opere da esso tratte.
- Jack Bauer è il protagonista della serie televisiva statunitense 24.
- Jack Skeletron è il protagonista del film in stop motion Nightmare Before Christmas, ideato da Tim Burton e diretto da Henry Selick.
- Jake è uno dei protagonisti della serie animata Adventure Time.
- Jack è il nome del gatto verde protagonista della serie animata slapstick Maledetti scarafaggi.
- Jack Dalton è un personaggio della serie animata I Dalton e antagonista di Lucky Luke.